# ヨーゼフ・ハルペ

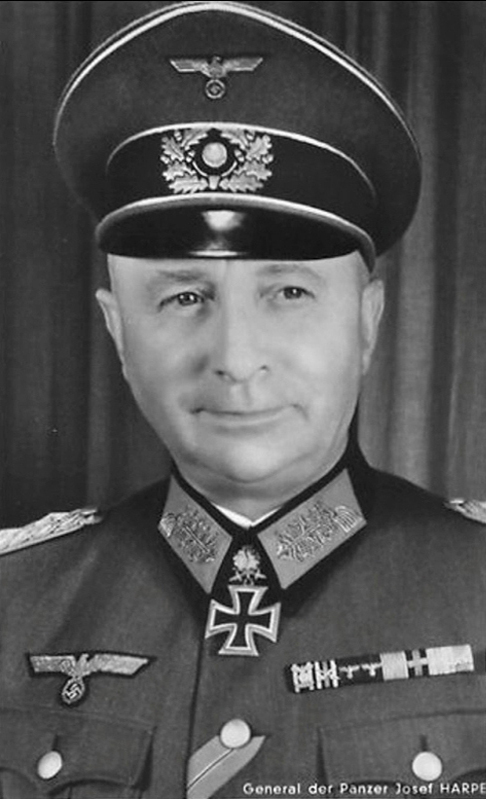
ハルペ装甲兵大将（1943年）

ヨーゼフ・ハルペ（ドイツ語: Josef Harpe, 1887年9月21日 - 1968年3月14日）は、ドイツの陸軍軍人。最終階級は陸軍上級大将（ドイツ国防軍）。

## 経歴
レックリングハウゼンに生まれる。1909年9月に入営し、士官候補生として第56歩兵連隊に配属される。1911年に少尉に任官。第一次世界大戦に従軍し、1915年に中尉に昇進。終戦時は大尉で中隊長であり、鉄十字章を受章していた。戦後はヴァイマル共和国軍に採用され、1931年から「ハッカー所長」という偽名でソビエト連邦のカザンにある独ソ共同の秘密戦車学校を指導した。1934年8月に中佐に昇進し、1935年10月に第3装甲連隊長に就任。1937年1月に大佐に昇進し、第1装甲旅団長に任命された。
同旅団を率いて第二次世界大戦初頭のポーランド侵攻に従軍。1940年3月にヴュンスドルフにある戦車学校長に就任し、同年8月に少将に昇進した。1940年10月から第2自動車化歩兵師団長。1941年1月、同師団は第12装甲師団に改組された。同師団を率いてミンスクの戦いに参加、進撃を可能にした戦功により騎士鉄十字章を受章した。同年11月、ティフヴィンにまで進出し、12月に柏葉付騎士鉄十字章を受章した。1942年1月、中将に昇進し、第XXXXI装甲軍団長に任命される。1942年6月に装甲兵大将に昇進し、1943年10月に剣付柏葉騎士鉄十字章を受章。1943年11月、第9軍司令官に転じる。1944年5月に上級大将に昇進。同月より第4装甲軍司令官に転じ、北ウクライナからヴァイクセル川まで後退した。同年9月、A軍集団司令官に就任。バラノフ橋頭堡からソ連軍の突破を許したため、アドルフ・ヒトラーにより1945年1月に同職を更迭された。3月に第5装甲軍司令官に任命され、4月に包囲されたルール地方で残余部隊とともにアメリカ軍の捕虜となった。
1948年4月に釈放され、ニュルンベルクで死去した。